# Trophée Serge-Léveillée
Pour les articles homonymes, voir Léveillée.
Le trophée Serge-Léveillée est un trophée de hockey sur glace du Québec. Le trophée est remis chaque année au vainqueur de la division Est dans la Ligue de hockey semi-professionnelle du Québec entre 1996-1997 et 2003-2004. À la suite de cette saison, la ligue ne compte plus qu'une seule division, le trophée est donc supprimé.

## Récipiendaires du trophée
| Saison    | Vainqueur                    |
| --------- | ---------------------------- |
| 1996-1997 | Grand Portneuf de Pont-Rouge |
| 1997-1998 | Grand Portneuf de Pont-Rouge |
| 1998-1999 | Garaga de Saint-Georges      |
| 1999-2000 | Garaga de Saint-Georges      |
| 2000-2001 | Garaga de Saint-Georges      |
| 2001-2002 | Garaga de Saint-Georges      |
| 2002-2003 | Prolab de Thetford Mines     |
| 2003-2004 | Prolab de Thetford Mines     |